# Кавала, Осман
Осман Кавала (тур. Osman Kavala; род. 2 октября 1957 года, Париж) — турецкий общественный деятель, правозащитник, бизнесмен и филантроп, который финансировал ряд правозащитных проектов в Турции, а также принимал в них активное участие.
Осман Кавала внёс большой вклад в развитие работы правозащитных организаций в Турции. Свою активную деятельность на этом поприще он начал в 1990-е годы.
В 2002 году Кавала основал проект Anadolu Kültür, посвящённый современной культуре и искусстве Турции. Целью этого проекта стала популяризация турецкого искусства за пределами страны, а также поддержка турецких деятелей искусства и культуры.

## Биография
Осман Кавала родом из семьи торговцев табаком. Его семья переехала из Северной Греции в Турцию в ходе греко-турецкого обмена населением в 1923 году.
О. Кавала учился в колледже Роберта в Стамбуле. Он изучал менеджмент в Ближневосточном техническом университете в Анкаре и экономику в Манчестерском университете в Великобритании. Помимо этого, он начал обучение в докторантуре в Новой школе социальных исследований в Нью-Йорке, но вернулся в Стамбул, когда его отец умер в 1982 году.
После смерти отца он возглавил семейное предприятие Kavala Companies.
В 1984 году он стал одним из основателей организации BILSAK (Science Art Culture Services Society), которая способствовала проведению дискуссий по вопросам гендера и экологии . Он участвовал в создании нескольких НПО, которые начали свою деятельность в 1990-х годах. Среди них — TEMA (Турецкий фонд по борьбе с эрозией почвы для восстановления лесов и защиты естественной среды обитания), Хельсинкская гражданская ассамблея и Центр демократии и примирения в Юго-Восточной Европе. Он входил в совет директоров Турецкого фонда кино и аудиовизуальной культуры (TÜRSAK), Турецкого фонда экономических и социальных исследований (TESEV), Ассоциации по защите культурного наследия (KMKD), Центра памяти Правды и Справедливости и Фонда истории Турции.
Осман Кавала также известен как спонсор Amnesty International. Он активно участвовал в разработке проекта "Пространства культуры", направленного на продвижение и поддержку культурной деятельности в Измире, Диярбакыре и Газиантепе. Проект был начат инициирован Институтом имени Гёте, Генеральным консульством Швеции в Стамбуле, посольством Нидерландов и Французским институтом Турции в сотрудничестве с Anadolu Kültür и Стамбульским фондом культуры и искусства (IKSV).
С 2002 года Осман Кавала много времени уделяет работе в благотворительном фонде Anadolu Kültür, основателем и нынешним председателем которого он является. Anadolu Kültür управляет культурными центрами в слаборазвитых регионах Турции и содействует культурному сотрудничеству со странами Кавказского и Балканского регионов, а также странами Европейского Союза. Организация поддерживает местное, региональное и международное сотрудничество в области искусства и культуры, а также содействует защите и сохранению культурного наследия. Ее видение заключается в содействии плюралистическому и демократическому обществу. В число ее инициатив входят Центр искусств Диярбакыра (с 2002 года по настоящее время), Центр искусств Карса (2005-2009) и Депо в Стамбуле, где проводятся выставки, беседы, показы и семинары.
О. Кавала была одним из основателей фонда «Открытое общество» в Турции, международной грантовой сети, созданной американо-венгерским миллиардером Джорджем Соросом. В 2018 году этот фонд прекратил свою деятельность в Турции.

## Преследования
В 2013 году Осман Кавала начал активную протестную деятельность против застройки на территории парка Гези, находящегося рядом с площадью Таксим. Протесты, начавшиеся как экологическая акция, перешли в политический протест и беспорядки. В результате протестов турецкие власти отказались от застройки парка. Эрдоган, являвшийся на тот момент премьер-министром Турции, заявил о связи организаторов этих протестов с террористическими организациями, но задержаний на тот момент проведено не было.
В 2016 году в Турции произошёл ряд антиправительственных протестов, в организации которых обвинили в том числе Кавалу. В 2017 году Кавала был задержан по обвинению в этом.
Кавале были предъявлены обвинения за организацию протестов на площади Таксим. По этому обвинению в феврале 2020 года он был оправдан, однако ему тут же предъявили обвинение в причастности к организации путча летом 2016 года, в результате чего Кавала остался в заключении.
В октябре 2021 года президент Турции Реджеп Эрдоган заявил об объявлении персонами нон грата послов десяти стран после того, как они выступили с требованием к турецкому правительству об освобождении Кавалы.
Широкая общественность Турции осудила этот демарш послов и расценила это как неуважение к турецкому законодательству и справедливости его судебной системы. Конфликт был исчерпан после того, как послы этих десяти стран заявили о своей приверженности международному праву.
В результате длительного расследования турецкие правоохранители пришли к выводу, что Осман Кавала являлся одним из организаторов неудавшейся попытки государственного переворота в Турции в 2016 году.
В апреле 2022 года суд приговорил Османа Кавалу к пожизненному тюремному заключению.

## Премии и награды
В 2019 году Кавала получил 21-ю Европейскую премию археологического наследия от Европейской ассоциации археологов ''За усилия по защите и сохранению значимых образцов культурного наследия, находящихся под угрозой в Турции''.
В 2019 году он также получил ''17-ю премию за свободу мысли и выражения Ayşenur Zarakolu'' от стамбульского отделения Ассоциации по правам человека
В 2020 году Кавала получил 12-ю Международную премию Гранта Динка, которая вручается за вклад в работу по защите прав человека.
В 2023 году Кавала стал лауреатом премии имени Вацлава Гавела.